# Amblypodia agaba
Amblypodia agaba är en fjärilsart som beskrevs av William Chapman Hewitson 1862. Amblypodia agaba ingår i släktet Amblypodia och familjen juvelvingar. Inga underarter finns listade i Catalogue of Life.